# Mokum

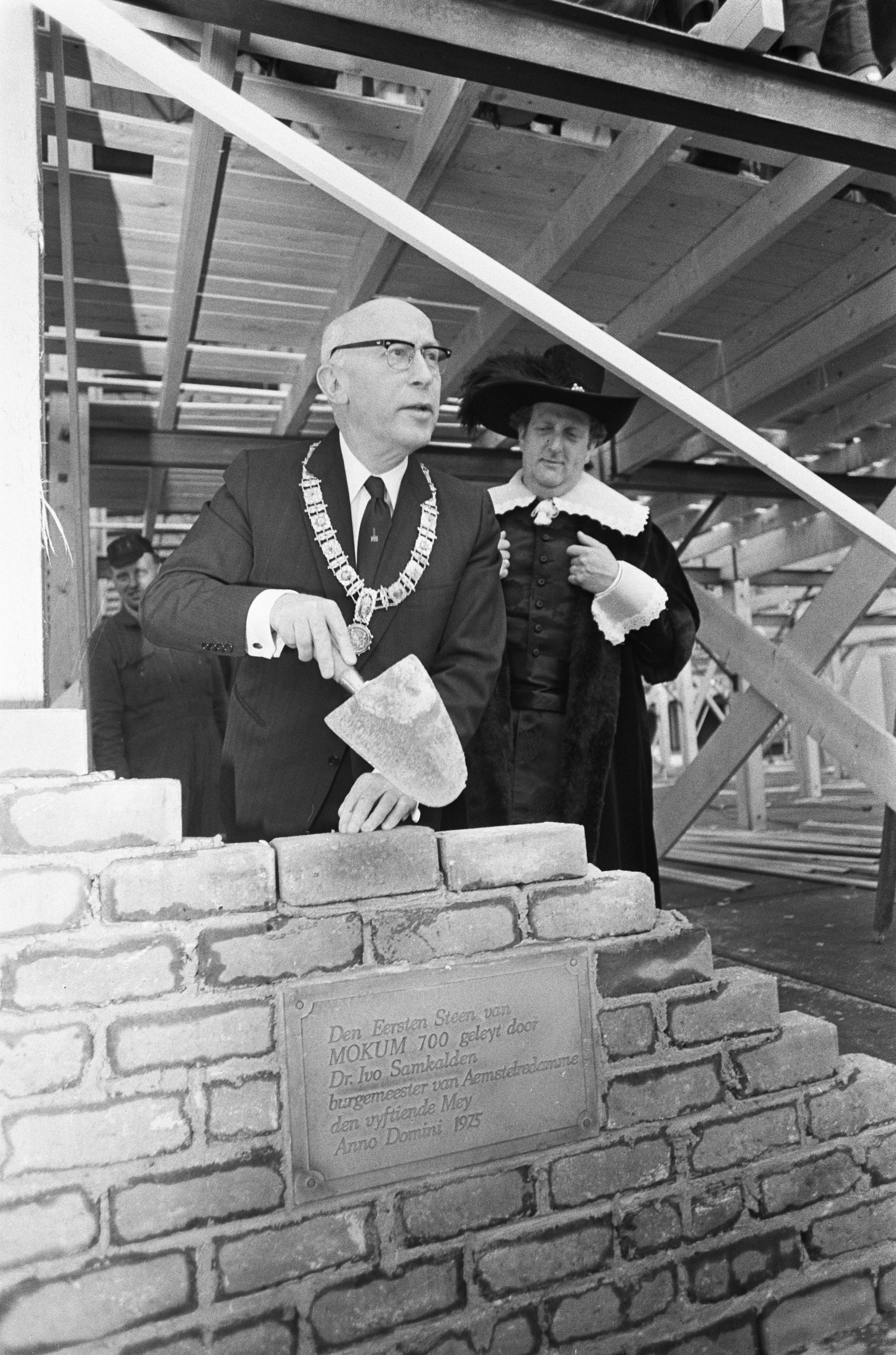
Burgemeester Samkalden legt de eerste steen voor 'Mokum 700'

Mokum is een informele bijnaam voor de stad Amsterdam.

## Etymologie
Het woord stamt uit het Hebreeuws en betekent 'plaats' of 'stad' (Hebreeuws: מָקוֹם, Maqom). Via het Jiddisch (mokem) is het in het Bargoens terechtgekomen. Het markeert daarmee tevens het Joodse gedeelte van de geschiedenis van Amsterdam.

## Achtergrond
In het verleden werden in het Nederlands-Joods taalgebruik steden vaak aangeduid met hun eerste letter volgens het Hebreeuwse alfabet. Zo werd Amsterdam Mokum Allef genoemd (dus: Stad A) en Rotterdam was Mokum Reisj (Stad R). Hoewel dit ook gebeurde met andere steden als Winschoten (Mokum Beis of Mokum van het Noorden), Berlijn (Mokum Beis (Stad B)), Alkmaar (Mokum Aye) en Delft (Mokum Dallet (Stad D)), is uiteindelijk de benaming Mokum alleen voor Amsterdam overgebleven.
Ook de, relatief vrij  talrijke, Joden in stadsdeel Strelitz-Alt  van het Duitse Neustrelitz noemden hun stad in de periode tot 1933 Oll Mochem.